# Galerie Daniel Blau
Daniel Blau ist eine deutsche Galerie. Sie wurde 1990 in München eröffnet und ist auf moderne und zeitgenössische Kunst spezialisiert, insbesondere auf Arbeiten auf Papier und Fotografie.

## Galerist und Herausgeber
Daniel Blau (* 1962 in Berlin), ein Sohn von Georg Baselitz, zeigte die ersten Galerieausstellungen in Deutschland mit Gemälden von Mark Rothko, abstrakten Werken von Dubuffet und Julian Schnabel, den Polaroids von Chuck Close und Lucian Freud. Zu den Ausstellungen veröffentlicht die Galerie regelmäßig umfangreiche Publikationen.
Blau eröffnete seine Galerie 1990 an der Maximilianstraße, zog 1996 an den Odeonsplatz in die Hofgartenarkaden und 2015 wieder in die Maximilianstraße.
2011 wurde eine Reihe von Warhol-Zeichnungen aus den 1950er-Jahren – dem ersten Jahrzehnt, das der Künstler in New York verbrachte – in seinem Nachlass entdeckt. Die Galerie stellte diese Zeichnungen unter dem Titel „Andy Warhol. Zeichnungen aus der Zeit vor der Pop-Art von 1958 bis 1962“ aus. Diese frühen Zeichnungen weisen auf sein späteres Schaffen hin. Nachforschungen von Daniel Blau haben die Mehrheit der den Zeichnungen zugrundeliegenden Quellen identifiziert und dem LIFE-Magazine zuordnen können. Bereits 1998 zeigte die Galerie die „Piss Paintings“ (Oxidations) des Künstlers.
Blau veröffentlichte 2017 ein Buch mit Vintage-Photographien von Weegee mit 359 dieser Prints im Hirmer Verlag. Die Fotos wurden in einer Museumsausstellung in Stockholm erstmals der Öffentlichkeit gezeigt.
Neben seinen Veröffentlichungen und Ausstellungen ist Blau ein Experten für ozeanische Angelhaken, die er seit mehr als 30 Jahren sammelt und erforscht. Das Ergebnis der Forschung dieser Artefakte hat er in dem Bildband „Fish Hooks of the Pacific Islands“, das 2011 bei Hirmer erschien, zusammengetragen.
Blau nahm mit seiner Galerie an zahlreichen internationalen Kunstmessen wie der Art Basel, Frieze Art Fair, London, TEFAF, Maastricht und Frieze, New York teil. Sein vier Jahre jüngerer Bruder Anton Kern ist Galerist und Kunsthändler in New York.
Im März 2025 wurde bekannt, dass Blau die Galerie schließt und künftig als CEO für die Geschäfte der Familie tätig sein und unter anderem Galerien und Museen als Repräsentant von Baselitz beraten wird.

## Ausstellungen (Auswahl)

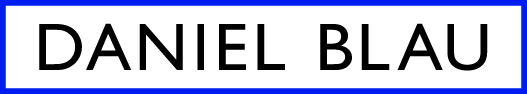

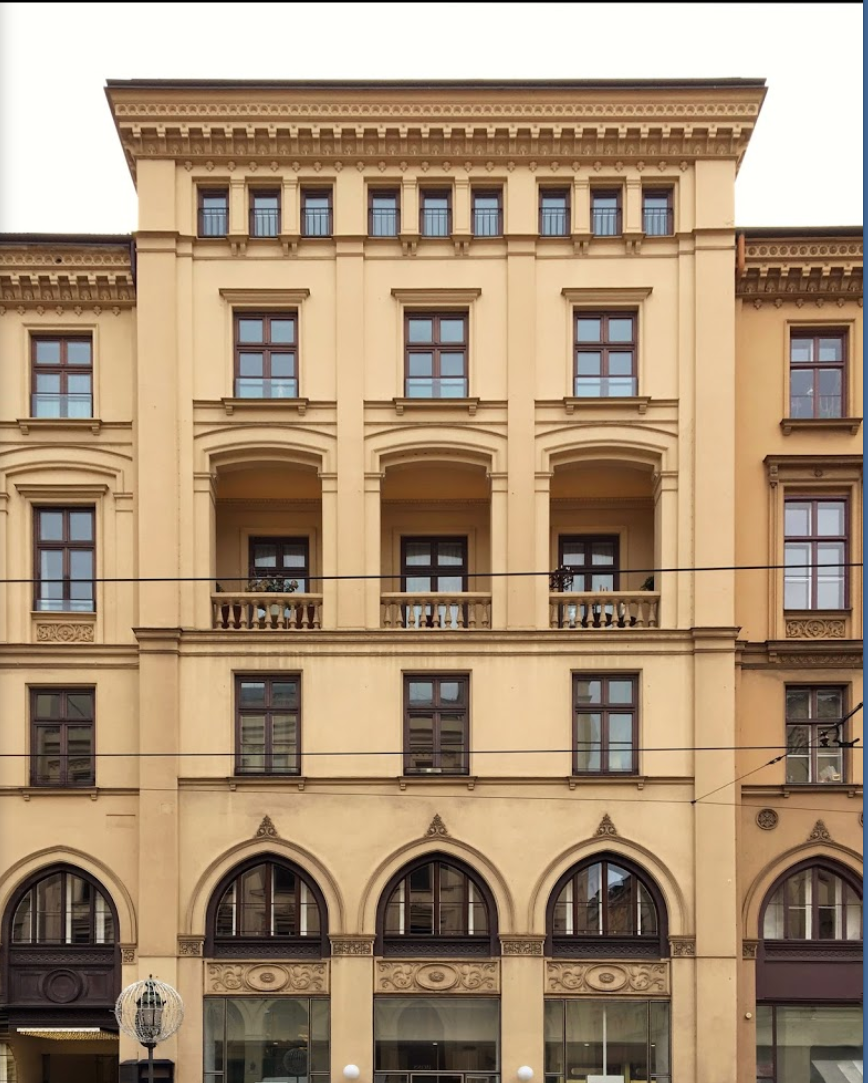
Maximilianstraße 26 in München

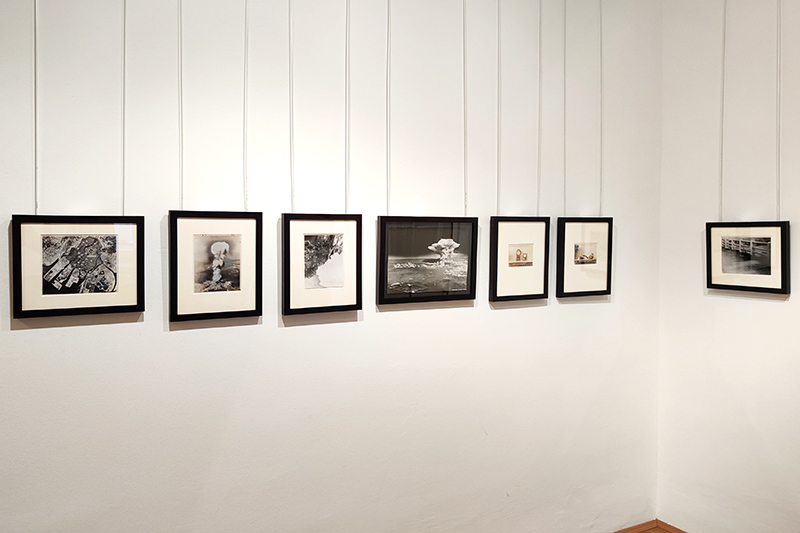
Ausstellungsansicht Daniel Blau X-Ray Japan-1945

- „Louis-Alphonse Poitevin 1819-1882“[6], 22. April – 20. Juli 2021

- „X-Ray Japan 1945“[7], 28. Januar – 9. März 2021
- „Message in a Bottle“[8], 8. Dezember 2020 – 26. Januar 2021
- „Georg Koppmann. Historic Hamburg“[9], 27. Oktober – 3. Dezember 2020
- „Schwarz Weiß“[10], 17. September – 20. Oktober 2020
- „Li Osborne & Margaret Bourke-White“[11], 30. Juli – 15. September 2020
- „Grapes Lost and Found“[12], 17. Juni – 21. Juli 2020
- „A Cast of Characters“[13], 21. April – 2. Juni 2020
- „Sofia Valiente. Miracle Village“[14], 21. Februar – 9. April 2020
- „Warhol. Photography Inspired“[15], 9. Januar – 19. Februar 2020
- „Marconi“[16], 4. November – 17. Dezember 2019
- „Landschaft“, 11. September – 28. Oktober 2019
- „A Head“, 11. Juni – 31. Juli 2019
- „Atom“, 28. März – 10. Mai 2019
- „Christa Dichgans“, 12. Februar – 26. März 2019
- „Apollo“, 6. Dezember 2018 – 8. Februar 2019
- „Distortions“, 16. Oktober – 4. Dezember 2018
- „Bella Figura“, 4. September – 5. Oktober 2018
- „1937 Japan Attacks China!“[17], 5. – 31. Juli 2018
- „Misled German Youth“[18], 24. Mai – 21. Juni 2018
- „George Grosz. Private Drawings 1927/28“, 4. April – 17. Mai 2018
- „Capa. 75 Years Ago“, 16. Februar – 29. März 2018
- „Atom. Just Testing?“, 27. November 2017 – 31. Januar 2018
- „Tomas Schmit. Utopie“, 26. Oktober – 23. November 2017
- „Per Kirkeby. Works on Paper“, 26. Oktober – 23. November 2017
- „A.R. Penck“, 26. Juni – 28. Juli 2017
- „60 Years Ago. Andy Warhol“, 3. Mai – 21. Juni 2017
- „Buzz Aldrin. Apollo XI“, 6. Februar – 31. März 2017
- „Eugène Leroy“, 21. November 2016 – 31. Januar 2017
- „Neal Fox. Zeichnungen“, 12. September – 31. Oktober 2016
- „Karl-Heinz Schwind“, 18. Juni – 29. Juli 2016
- „Matt Mullican. Framed“, 17. Mai – 17. Juni 2016
- „Early Grosz“, 5. April – 6. Mai 2016
- „Andy Warhol. First Drawings“, 21. Februar – 29. März 2016
- „Penck A4“, 1. – 29. Februar 2016
- „Sofia Valiente. Miracle Village“, 7. – 22. November 2015
- „5 Under 30“, 1. – 31. Juli 2015
- „Damals München“, 12. Mai – 12. Juni 2015
- „Apollo 8 x 10“, 10. April – 22. Mai 2015
- „Hair: Object of Desire and Culture“, 20. Februar – 20. März 2015
- „Jing Jin City and Miracle Village“, 16. Januar – 13. Februar 2015
- „X-Mas-Mix from Araki to Zangaki“, 1. – 20. Dezember 2014
- „Margaret Bourke-White“, 31. Oktober – 19. Dezember 2014
- „Christa Dichgans“, 3. Oktober – 1. November 2014
- „Other Portraits“, 19. September – 25. Oktober 2014
- „Kirkeby“, 4. Juli – 27. September 2014
- „5 Under 30“, 5. – 31. Juli 2014
- „Bailey“, 16. Mai – 28. Juni 2014
- „Capa“, 4. April – 10. Mai 2014
- „Accrochage“, 29. November 2013 – 15. Januar 2014
- „Space Is Deep“, 13. Dezember 2013 – 8. Februar 2014
- „Zum Thema Figur“, 1. – 21. November 2013
- „J.R. Eyerman Rediscovered“, 6. November – 7. Dezember 2013
- „Neal Fox. Saturnalia“, 11. Oktober – 2. November 2013
- „Andy Warhol“, 12. September – 17. November 2013
- „John H. White“, 7. September – 5. Oktober 2013
- „Dan McCarthy“, 28. Juni – 31. Juli 2013
- „Andy Warhol“, 1. Juni – 1. September 2013
- „5 Under 30“, 5. – 31. Juli 2013
- „79 AD“, 19. April – 25. Mai 2013
- „Blitz“, 31. Mai – 29. Juni 2013
- „Happy-Go-Lucky“, 22. Februar – 13. April 2013
- „Andy Warhol. From Silverpoint to Silver Screen“[19], 8. Januar – 3. März 2013
- „The Rickerby Show“, 11. Januar – 16. Februar 2013
- „Rosebud“, 9. November – 22. Dezember 2012
- „Aller-Retour“, 9. November – 1. Dezember 2012
- „Death and Desaster“, 29. Oktober – 23. November 2012
- „David Bailey. Papua Polaroids“, 5. Oktober – 3. November 2012
- „Journey to the End of the Night“, 14. September – 19. Oktober 2012
- „Eyes on Mars“, 7. – 29. September 2012
- „Now!“, 6. – 28. Juli 2012
- „Aurora Argentina“[20], 1. – 30. Juni 2012
- „Size Matters“, 20. April – 25. Mai 2012
- „Thoroughly Le Gray“, 22. Februar – 3. März 2012
- „Photographer’s Own“, 17. Februar – 13. April 2012
- „Rare NASA Photographs“, 13. Dezember 2011 – 31. Januar 2012
- „Christkindl (Photo)Markt“, 14. – 22. Dezember 2011
- „Benjamin Katz“, 11. Oktober – 12. Dezember 2011
- „Rachel Kneebone“, 21. Oktober – 23. Dezember 2011
- „Haunting the Chapel“, 1. September – 6. Oktober 2011
- „Neal Fox“, 7. Juli – 1. August 2011
- „Matt Mullican“, 9. Juni – 14. Oktober 2011
- „Jake & Dinos Chapman“, 8. August – 26. November 2010
- „Christa Dichgans“, 7. Mai – 25. Juni 2010
- „Two Exhibitions in Paris“, 18. – 22. November 2009
- „Glen Baxter“, 15. Oktober – 13. November 2009
- „Neal Fox. 2000 Light Years from Home“[21], 11. September – 9. Oktober 2009
- „Marc Quinn“, 29. Mai – 31. Juli 2009
- „Karl-Heinz Schwind“, 13. März – 10. April 2009
- „A-Bomb. 1945-62“, 27. November – 27. Dezember 2008
- „Invention of Paradies“, 12. – 22. November 2008
- „Cast Light“, 27. Juni – 30. Juli 2008
- „Adam Fuss“, 10. Oktober – 9. November 2008
- „A.R. Penck“, 11. – 14. Oktober 2007
- „After Drawing“, 12. September – 31. Oktober 2003
- „Thomas Walther“, 3. Dezember 2004 – 30. Januar 2005

## Publikationen (Auswahl)
- „1937 Japan Attacks China!“[22], München 2018, ISBN 978-3-00-059776-3.
- „A Head. Portraits in Drawing, Painting and Photography“[23], München 2019, ISBN 978-3-00-062804-7.
- „After Drawing. Photographie in Italien um 1850“, München/Berlin 2003
- „Andy Warhol. From Silverpoint to Silver Screen. 1950s Drawings“[24], 2012, Hirmer Verlag, ISBN 978-3-7774-5341-5.
- „Andy Warhol. GE paintings“, München 1999
- „Andy Warhol. Stereo Types“, München 2008, ISBN 978-3-00-024564-0.
- „Apollo. Making History“[25], München 2018, ISBN 978-3-00-061553-5.
- „Atom“[26], München 2019, ISBN 978-3-00-061828-4.
- „Aurora Argentina. Georges Poulet. Cyanotypien 1890–1894“[27], Verlag der Buchhandlung Walther König, München 2005, ISBN 3-88375-932-5.
- „Christa Dichgans. Spielzeugbilder 1967–1977“[28], München 2010, ISBN 978-3-00-030143-8.
- „Delicious Photography. Ricordi Della Toscana 1852–1855“, München 2009, ISBN 978-3-00-029161-6.
- „Die Farben der frühen Photographie. Frankreich“, München 2002
- „Early Photography in France and the Orient“, München 2002
- „Émile Zola“[29], München 2018, ISBN 978-3-00-060822-3.
- „Eugéne Leroy. Bilder und Zeichnungen“, München 1994
- „Extra! Weegee. A Collection of 359 Vintage Photographs from 1929–1946“[30], 2017, Hirmer Verlag, ISBN 978-3-7774-2813-0.
- „Fishhooks of the Pacific Islands“[31], 2011, Hirmer Verlag, ISBN 978-3-7774-4931-9.
- „Foreverglades & Miracle Village by Sofia Valiente“[32], München 2020, ISBN 978-3-9821983-1-6.
- „Gegossenes Licht. Cast Light. Sculpture in Photography 1845–1860“[33], München 2008, ISBN 978-3-00-024045-4.
- „Glen Baxter. Do it Yourself. Practical Lunacy“[34], München 2009, ISBN 978-3-00-028407-6.
- „Gli Alinari à Firenze“, München 2009
- „Grapes Lost and Found“[35], München 2020, ISBN 978-3-9821983-0-9.
- „Hippolyte Bayard. Photography and the Spirit. A Collection of Photographs from 1839 to 1849“[36], München 2010, ISBN 978-3-00-030234-3.
- „Jake & Dinos Chapman. Cained and Disabled, the Next Chapter“, München, 2010, ISBN 978-3-00-032490-1.
- „Lucian Freud. Portraits“, München 2011, Hirmer Verlag, ISBN 978-3-7774-3971-6.
- „Misled German Youth 1933–1945 / Verführt. Deutsche Jugendliche 1933–1945“[37], München, ISBN (Deutsch): 978-3-00-054736-2, ISBN (englisch): 978-3-00-054735-5
- „Neal Fox. 2000 Light Years from Home, München 2009“, ISBN 978-3-00-028406-9.
- „Sturtevant. The Sixties“, München 2003
- „The Invention of Paradise 1845–1870. Photographs by Paul-Èmile Miot“[38], Hirmer Verlag, München 2008, ISBN 978-3-00-025303-4.
- „Wellenreiter. The First Early Years of Radio Transmitted Pictures“[39], München 2019, ISBN 978-3-00-063885-5.
- „X-Ray Japan 1945“[40], München 2020, ISBN 978-3-9821983-2-3.
- „Louis Alphonse Poitevin 1819-1882“, Hirmer Verlag, München 2021, ISBN 978-3-7774-3747-7